# Lijst van prefecten voor Bevordering van de Eenheid van de Christenen

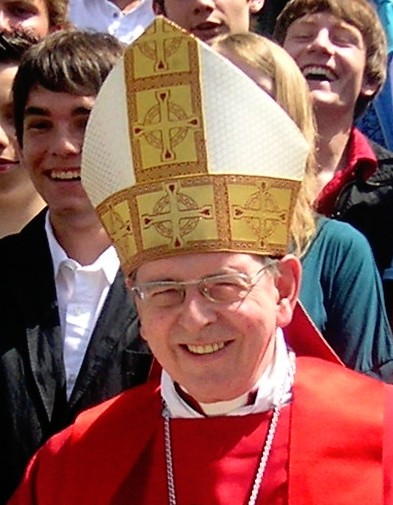
Kurt Koch, prefect van de dicasterie

Onderstaand volgt een lijst van prefecten van de dicasterie voor Bevordering van de Eenheid van de Christenen, een orgaan van de Romeinse Curie.
| Secretariaat voor de Eenheid van de Christenen                    | Secretariaat voor de Eenheid van de Christenen |
| ----------------------------------------------------------------- | ---------------------------------------------- |
| 1960-1968                                                         | Augustin Bea                                   |
| 1969-1988                                                         | Johannes Willebrands                           |
| Pauselijke Raad voor Bevordering van de Eenheid van de Christenen |                                                |
| 1988-1989                                                         | Johannes Willebrands                           |
| 1989-2001                                                         | Edward Idris Cassidy                           |
| 2001-2010                                                         | Walter Kasper                                  |
| 2010-2022                                                         | Kurt Koch                                      |
| Dicasterie voor Bevordering van de Eenheid van de Christenen      |                                                |
| 2022-heden                                                        | Kurt Koch                                      |